# Brasão de armas do Iémen
O brasão de armas do Iémen é composto por uma águia de ouro com um pergaminho seguro nas garras. No pergaminho lê-se o nome do país em árabe: الجمهورية اليمنية ou Al-Jumhuriyyah Al-Yamaniyah ("A República Iemenita". O peito da águia ostenta um escudo que reproduz uma planta de café e a barragem Marib, representada por linhas onduladas. Duas bandeiras do Iémen em haste, uma de cada lado da águia, completam o símbolo.     

## História
De 1945 até 1990, foi dividido em Iémen do Norte e Iémen do Sul. O Norte teve um brasão de armas mais parecido com o actual, com semelhanças ao escudo do antigo reino. O Sul teve um brasão de armas mais parecido com o Brasão de armas do Egito, do Iraque e da Síria.

## Iêmen do Norte

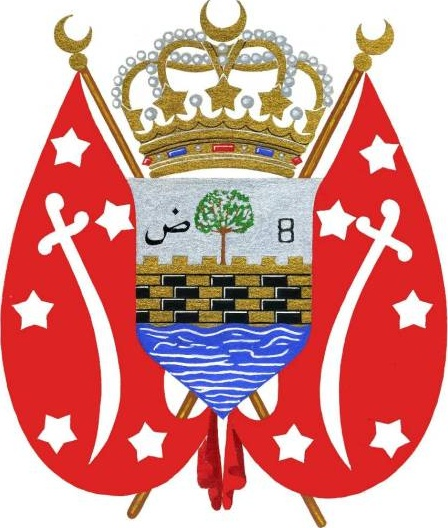
Brasão de Armas do Reino do Iêmen (1918-1962)
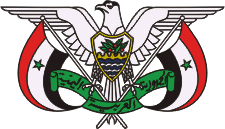
Brasão da República Árabe do Iémen (1962-1990)

## Iêmen do Sul

Brasão de armas da Federação da Arábia do Sul (1962-1967)
Brasão de armas da República do Iêmen do Sul (1967-1970)
Brasão de armas da República Democrática do Iêmen (1970-1990)